# Luchtenveld
Luchtenveld (Fries: Luchtenfjild) is een buurtschap in de gemeente Smallingerland, in de Nederlandse provincie Friesland. Luchtenveld ligt tussen Houtigehage en Drachtstercompagnie rond de kruising van de weg Luchtenveld en de Folgersterloane.

## Geschiedenis

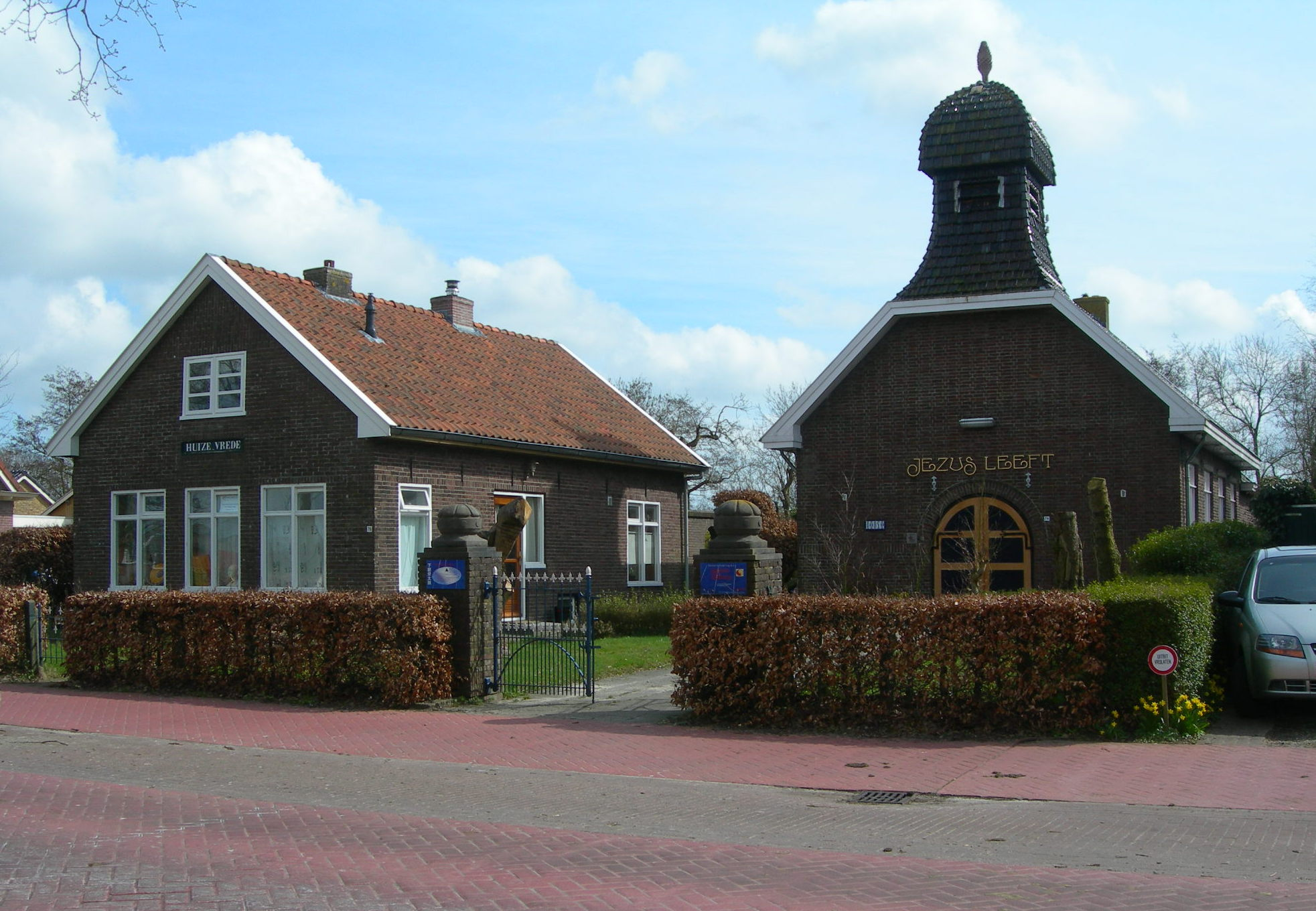
Jezus Leeft kerkje en Huize Vrede

Van 1918 tot 1946 liep de tramlijn van Groningen naar Drachten door de buurtschap en had er ook een halte.

## Kerk
Het kerkje "Jezus Leeft" werd gebouwd in 1928 door evangelist Berend Overdijk (1894–1977), die hier ging preken voor enkele tientallen toehoorders die de prediking in de omliggende kerken te vrijzinnig vonden. De kerk noemde zich een Vrije Evangelische Broedergemeente en was bij geen enkel kerkverband aangesloten. Zijn zoon Jan (1924–1997) zette zijn werk voort door het verspreiden van evangelisatielectuur. In 1998 preekte G.J. van Loon, een kolonel van het Zuid-Afrikaanse "Ekklesia" Evangeliekorps, hier korte tijd, voor lege stoelen. Het kerkje is inmiddels in gebruik als woonhuis.
Steden, dorpen en gehuchten: Boornbergum · De Tike · De Veenhoop · De Wilgen · Drachten · Drachtstercompagnie · Goëngahuizen · Houtigehage · Kortehemmen · Nijega · Opeinde · Oudega · Rottevalle · Smalle Ee

Buurtschappen: Buitenstverlaat · De Gaasten · De Kooi · Egbertsgaasten · Hooidammen · Luchtenveld · Middelburen · Noorderend · Opperburen · Siteburen · Uiteinde · Wierren · Zandburen · Zuidereind 

Friesland: Steden en dorpen      Nederland: Provincies · Gemeenten